# 斯卡萊特奧克斯 (印地安納州)
斯卡萊特奧克斯（英語：Scarlet Oaks）是位於美國印地安納州卡洛爾縣的一個非建制地區。該地的面積和人口皆未知。

## 地理
斯卡萊特奧克斯的座標為40°41′44″N 86°45′15″W / 40.69556°N 86.75417°W，而該地的平均海拔高度為204米（即669英尺）。